# Minucia cingulata
Minucia cingulata là một loài bướm đêm trong họ Erebidae.